# Dodge DK-Serie
Der Dodge DK-Serie war ein PKW der Firma Dodge in Detroit, der als Nachfolger der DG-Serie im Januar 1932 vorgestellt wurde.
Der Wagen besaß einen seitengesteuerten 8-Zylinder-Reihenmotor mit 4623 cm³, der eine um 1/4" aufgebohrte Version des Vorgängermotors war. Er gab eine Leistung von 90 bhp (66 kW) bei 3400/min. ab. Auf Wunsch war auch ein gleich großer, stärkerer Motor mit 100 bhp (74 kW) verfügbar. Über eine automatisch per Vakuum betätigte Einscheiben-Trockenkupplung und ein Dreiganggetriebe mit Mittelschaltung (Halbautomatik) wurden die Hinterräder angetrieben. Der Radstand des Fahrgestells wuchs auf 3099 mm. Als Aufbauten wurden eine viertürige Limousine, drei zweitürige Coupés mit zwei oder vier Sitzplätzen und zwei zweitüriges Cabriolets (auf Coupé- und auf Limousinenbasis) angeboten. Daneben gab es den DK auch als Fahrgestell mit allen mechanischen Komponenten für Kunden, die selbst einen Karosseriebaubetrieb beauftragen wollten. 
Im November 1932 ersetzte die DO-Serie den DK.